# ŠD Croatia Novi Jankovci
ŠD Croatia Novi Jankovci je nogometni klub iz Novih Jankovaca.
Nogomet se, u Novim Jankovcima, počeo igrati davne 1931. godine, kada je u sastavu «Sokolskog društva» osnovan NK «Jadran». Kroz nogometni klub «Jadran» prošle su od tada mnoge generacije mještana Novih Jankovaca, a oni najbolji odlazili su i u susjedna mjesta igrati nogomet u višim rangovima natjecanja.
Tijekom okupacije mjesta, za vrijeme domovinskog rata, pomenuti objekt do temelja je porušen, a teren zarastao u korov i služio je kao odlagalište otpada, tako da po povratku u Nove Jankovce, nakon rata, nisu postojali apsolutno nikakovi uvjeti za bavljenje nogometom, ali niti bilo kojim drugim sportom. Mladići iz sela igrali su nogomet u susjednim Starim Jankovcima i tako je to trajalo do početka 2002. godine.
Prepoznavši potrebu za postojanjem nogometnog kluba u Novim Jankovcima grupa entuzijasta odlučila je ponovno pokrenuti rad nogometnog kluba i tako je 07.04.2002. godine održana osnivačka skupština. Na toj skupštini izabrano je rukovodstvo kluba, a klub je dobio i novo ime koje sada glasi «Croatia Jankovci».
Usporedo s natjecanjem radili smo i na ostvarenju našeg drugog cilja - stvaranju pretpostavki za igradnju infrastrukture. Tako smo uspjeli izgraditi dva nogometna igrališta, postaviti zaštitnu ogradu, zaštitne mreže iza golova, nabavili smo kontejnere koji služe kao svlačionice... Sve ovo, dakako, ne bismo ostvarili da nije bilo ljudi dobre volje koji su nam velikodušno pomagali.
Klub se trenutno natječe u 2. županijskoj ligi Vukovarsko-srijemske županije. Predsjednik kluba je Branko Jozinović.

## Poznati igrači
Prve nogometne korake u Croatiji iz Novih Jankovaca napravio je hrvatski mladi reprezentativac Ivan Božić.